# شقایق دریایی
شقایق دریایی نام گروهی از جانوران آبزی شکارچی است.
شقایق‌های دریایی از وابستگان نزدیک مرجان دریایی، عروس دریایی و هیدر هستند.
شقایق دریایی به شکل کیسه‌ای کوچک است، که به وسیله پایی به نام صفحه پایه‌ای به کف دریا چسبیده است و بدنی لوله‌ای شکل دارد که به صفحه دهانی ختم می‌شود.
دهان شقایق دریایی در میانهٔ صفحهٔ دهانی قرار دارد. این جانور دارای استخوان‌های بلند سمی است که در صورت تماس با بسیاری از موجودات دریایی می‌تواند کشنده باشد. غالب شقایق‌های دریایی به‌عنوان موجوداتی گوشت‌خوار برای انسان مضر محسوب می‌شوند ولی تعدادی از آن‌ها دارای ماده سمی هستند. از جمله شقایق سوزش‌آور را می‌توان نام برد که دارای رنگی آبی- خاکستری تا قهوه‌ای روشن است و ظاهری شبیه به درخت آتش دارد. آن‌ها زیر تخته سنگ‌ها، مرجان‌ها و نوعی کرم با موی سیخ قرمز یافت می‌شود. آن‌ها دارای پرزهای میله مانندی هستند که در زمان فرورفتن در پوست شکسته شده و تحریک پوستی زیادی ایجاد می‌کنند. همچنین برخی از گونه‌های شقایق دریایی مانند شقایق بابل و سبا قابلیت حرکت کردن با بازوی خود را دارند.

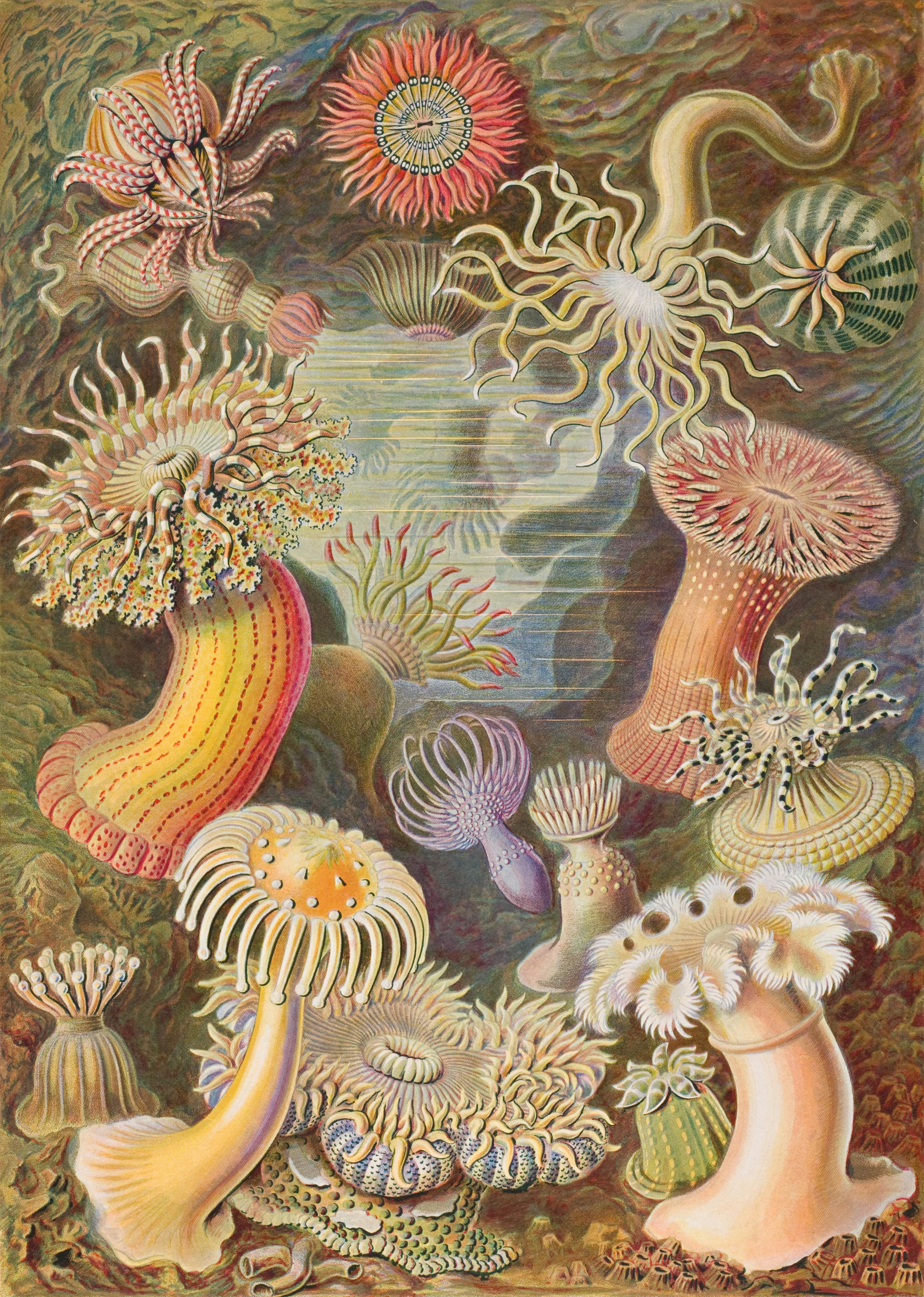
انواع شقایق‌های دریایی از کتاب «اشکال هنری طبیعت» اثر ارنست هکل، ۱۹۰۴.